# Cymbidium acuminatum
Cymbidium acuminatum је врста орхидеја из рода Cymbidium и породице Orchidaceae која се налази у Новој Гвинеји. Нису наведене подврсте у Catalogue of Life.